# Máximo Gómez
Máximo Gómez Báez (Baní, República Dominicana, 18 de noviembre de 1836 - La Habana, Cuba, 17 de junio de 1905), también conocido como "El Generalísimo", fue un militar dominicano de la guerra de los Diez Años y el general en jefe de las tropas revolucionarias cubanas durante la famosa guerra de Independencia cubana. Es considerado como uno de los principales libertadores de Cuba.
Antes de su partida permanente a tales tierras, ganó cierta fama nacional debido a su participación en la Guerra de independencia dominicana, específicamente en la Batalla de Santomé, la cual resultó en una aplastante derrota del ejército haitiano por parte de los rebeldes dominicanos. Años después de ser consumada la creación de la nueva república, el presidente de aquella época, Pedro Santana opta por anexar el país a España, provocando así otra guerra por la libertad en suelo dominicano. Gómez apoyaría en lo absoluto la decisión de Santana, motivo por el cual abandono junto a muchos otros dominicanos la isla cuando el recién derrotado ejército español, ubicado santo domingo, partió hacia Cuba como retirada. 
Después de un periodo en Cuba, optó por serle leal a los ideales de los independentistas cubanos, uniéndose a su causa hasta alcanzar los más altos rangos del ejército Mambí.
Era reconocido por su política controvertida de Tierra quemada, la cual implicaba incendiar las propiedades y plantaciones de azúcar de los leales a la Corona española, incluyendo muchas propiedades estadounidenses, y dinamitar trenes de pasajeros. La eficacia de los ataques se incrementó significativamente al torturar y matar no solo soldados españoles, sino también a sus simpatizantes y en particular, a los cubanos leales a España. Cuando estalló la guerra hispanoamericana en abril de 1898, la rebelión estaba prácticamente derrotada en la mayor parte del oeste de Cuba, con sólo unos pocos focos operativos en el centro y el este.
Después de la conclusión de la guerra, se retiró a la Quinta de los Molinos, una villa lujosa ubicada en las afueras de La Habana, que los capitanes generales utilizaban antes como residencia de verano.Se negó adicionalmente a unir fuerzas con los españoles para luchar contra la presencia estadounidense en la isla.

## Primeros años

### Origen familiar

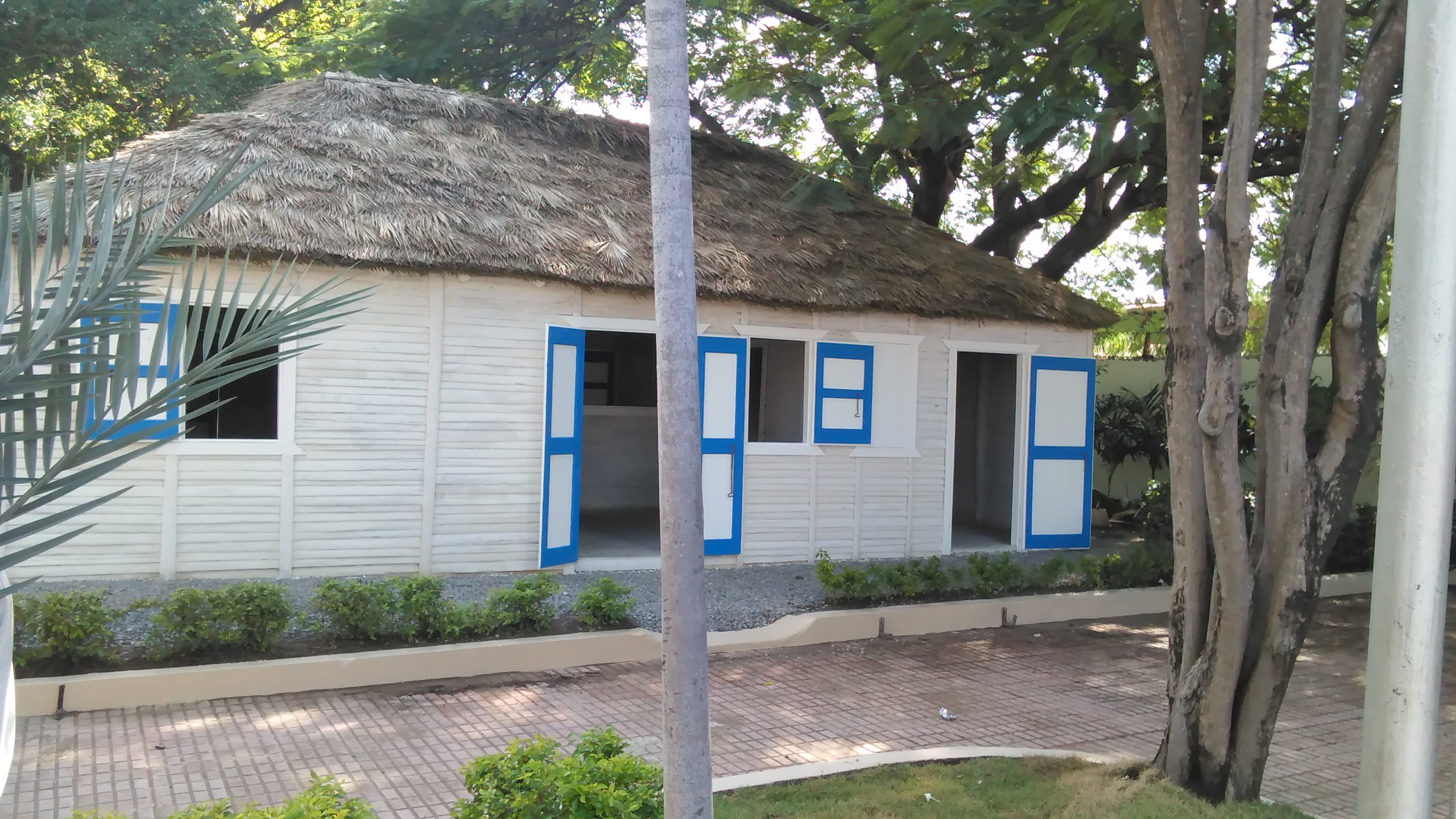
Casa donde nació Máximo Gómez, ubicado en Baní.

Nació en noviembre de 1838, en la ciudad de Baní, el más joven de diez hermanos. Los Gómez-Báez no eran nuevos en tales tierras, puesto que sus ancestros tenían cierto tiempo estando instalados en la región sur del país, algunos incluso formaban parte de sus primeros pobladores al momento en que el mariscal de campo español, Manuel de Azlor y Urriés, fundó dicha ciudad. Su padre fue Andrés Gómez Guerrero y su madre, María Clemencia Báez, ambos agricultores. Para tal fecha, Baní aún estaba compuesto mayoritariamente por personas blancas de origen canario, y se convirtió en las pocas zonas del país que no se vieron severamente afectadas por las grandes oleadas de emigración de familias criollas dominicanas hacia otras partes del imperio, debido al tratado de Basilea. Su familia, al igual que otras contemporáneas, no solía mezclarse con los "pardos" y "negros", quienes ya para esa época representaban la mayoría de la población dominicana. Por esa misma razón, eran descritos por muchos banilejos como "de raza blanca pura". De condición humilde, aunque con ancestros de cierta fortuna, hicieron su hogar en uno de los muchos bohíos (viviendas tradicionales y rústicas, diseñadas para adaptarse al clima cálido y húmedo) ubicados en Baní. Su abuelo fue José Gómez Lizardo, un conocido terrateniente criollo de origen español que poseyó varios esclavos negros en el hato de Matagorda, ubicado en el valle de Baní. Su bisabuelo, José Gómez Calendario, había sido soldado del Batallón de la ciudad de Santo Domingo, y posteriormente sargento. Al morir, fue enterrado en la Catedral Primada.
El ancestro directo de Máximo Gómez que llegó al Nuevo Mundo por primera vez se llamaba Ruy Gómez de Brito, oriundo de la ciudad de Sevilla, Andalucía. Su abuelo, Francisco Gómez, de Gibraleón, además de ser alférez del Real Ejército de Su Majestad, es el ancestro directo más antiguo del que se haya encontrado documentos hasta la fecha. Ruy Gómez de Brito fue a su vez hijo de Ana de Brito de Acuña, hija de Pedro de Brito, un sevillano de padres portugueses. Mediante este linaje, los ancestros del general Gómez pueden encontrarse en la mayor parte de la clase alta de aquel país, extendiéndose así hasta monarcas europeos. El más cercano de su árbol genealógico es el rey Sancho IV de Castilla (el Bravo). Esto ocurre a través de la séptima abuela de Pedro, Violante Sánchez de Castilla, fruto de la relación extramatrimonial entre María Alfonso Téllez de Meneses y el rey Sancho.

### Período haitiano
Para el nacimiento de Gómez, la parte hispana de isla ya había sido ocupada por el ejército haitiano, comandado al principio por Jean-Pierre Boyer. A su llegada, muchos cambios fueron impuestos para la población ya existente con una cultura establecida desde hace años. Entre las más destacables, se encontraba la abolición de la esclavitud, la restricción del idioma español, suprimir las costumbres tradicionales y la que más terminaría afectando la familia Gómez-Báez, siendo la prohibición de los blancos como propietarios de tierras. Esto provocó que muchas de las principales familias terratenientes se desplazaran a Cuba, Puerto Rico o la Gran Colombia, por lo general con el apoyo de funcionarios haitianos, que adquirieron sus tierras. En el caso de los Gómez-Báez, debido a su posición económica, tuvieron que permanecer en suelo dominicano. Tuvo una infancia campesina, aprendiendo a leer y a escribir en su hogar. Más tarde lo siguió educando su padrino, el cura Andrés Rosón, quien quiso educar al niño para el sacerdocio, pero fracaso. Fue después su maestro el cura del pueblo, Simón Rodríguez.
En 1856, Máximo Gómez, con veinte años, se unió al ejército independentista nacional. Sus primeras preseas se las ganó como un "aguerrido alférez" de un escuadrón de Caballería que estaba compuesto principalmente por banilejos, sin que este hecho lo sacara del montón. Este acontecimiento nos lo describe el Dr. Benigno Sousa (médico militar), como sigue: En la batalla de Santomé, el 22 de diciembre de 1856, sangrienta y definitiva derrota de los haitianos, recibe Gómez su bautizo de fuego. La Caballería de Baní, “Jinetes de Lanza y Machetes de Cabo”, en la cual figuraba como alférez, se llena de gloria, decidiendo la acción. Siguió su carreta militar, disciplinada y austera, santo y seña de toda su vida. Se destacó por ser un hombre de los que peleaban con machete, sobre un caballo o a pie y hasta descalzo. 

### Anexión a España

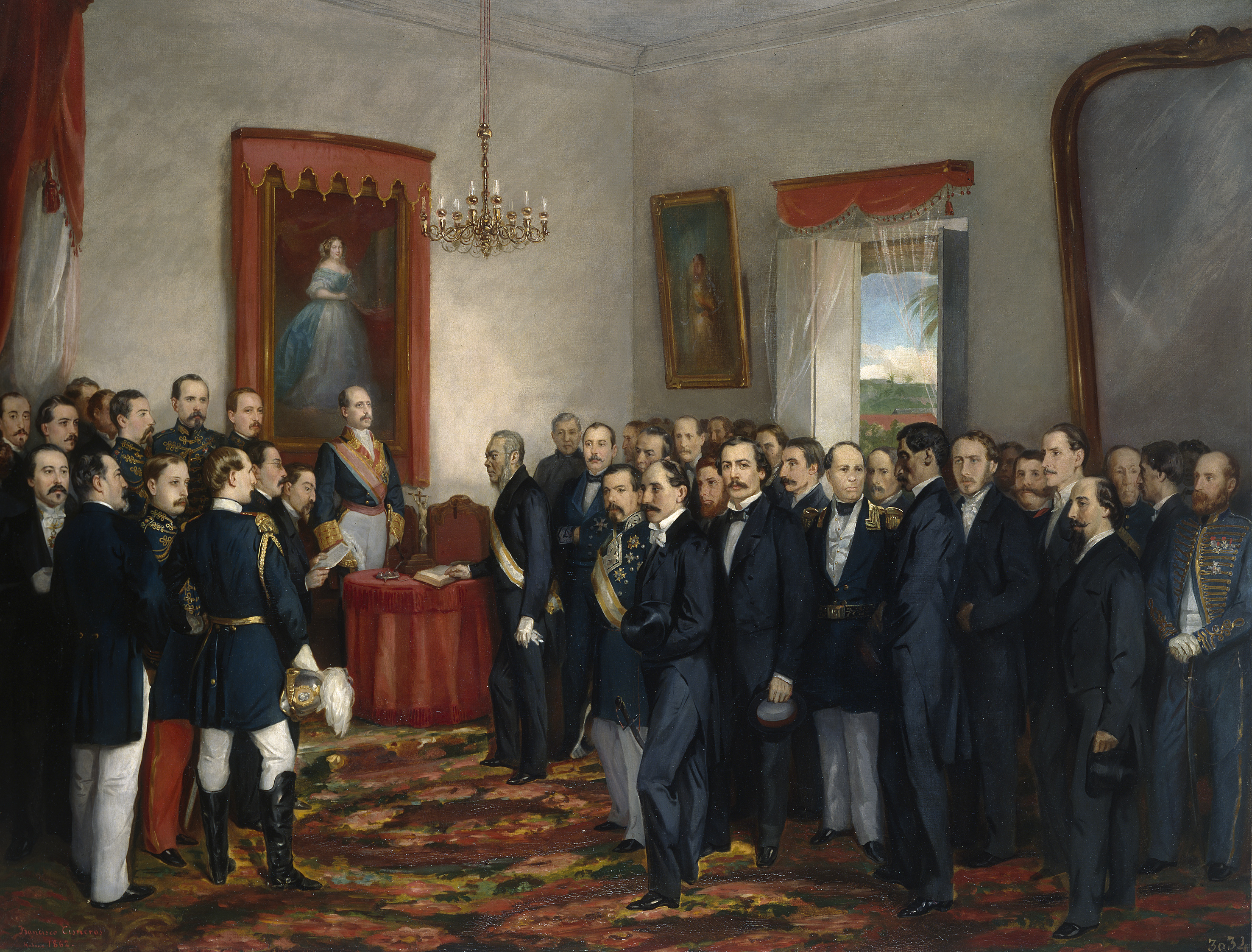
Jura del gobernador y capitán general de Santo Domingo, don Pedro Santana, por Wenceslao Cisneros

Durante la re-anexión de Santo Domingo a España (1861-1865), Máximo Gómez era capitán de caballería. Se desempeñó en el gobierno anexado como secretario del ayuntamiento de San José de Ocoa, donde pasó gran parte del período de anexión. Se tienen informaciones fidedignas de que, entre el coronel Valera, Heredia, Tejeda, Marcano, Lucas Díaz y seguidores, (todos blancos), se estaba gestando un movimiento de apoyo a las corrientes restauradoras, sin embargo, enmarcándose en las circunstancias de Baní en esa época, poseyendo una población de origen canario casi en su totalidad. Máximo Gómez, teniendo la formación educativa, religiosa y militar que poseía, en un pueblo que había mantenido sus raíces casi intactas de sus progenitores blancos, recibe la llegada a Baní; también conocido como la Perla del Sur, en forma ruidosa la lucha intestina de la Restauración bajo la jefatura suprema del valeroso general Pedro Florentino, de raza mulata. Florentino, caudillo militar y restaurador del sur, regreso a Baní racialmente influenciado debido al fruto de algunos inconvenientes que sufrió de parte de las fuerzas anexionistas y españolas combinada al mando del Mariscal de Lagándara. Se sabe que cometió actos criminales; como fusilamientos masivos de familias mayormente de raza blanca, entre ellos, el caso de Rudecindo Pimentel y sus dos hijos. También estuvieron los cuñado y sobrinos de Gómez. Impresionado por la presencia insegura de su madre y hermanas en el poblado, el capitán Gómez regresó a Baní, unificó un ejército improvisado entre soldados, familiares y amigos, acosando del pueblo a Florentino con sus secuaces. 
Cabe señalar que la idea de anexión del presidente Pedro Santana se basó principalmente en una falta de confianza en la viabilidad de la República Dominicana. Su adversario interno, el expresidente Buenaventura Báez, afirmó que el dominio español restauraría en Santo Domingo la esclavitud que existía en ese momento en su colonia de Cuba. Esta comprensión provocó un levantamiento de guerra de guerrillas en todo el país, dominado mayoritariamente por patriotas de color. El hecho de que la mayoría de los restauranteros fueran negros y mulatos (Luperón, Monción, Cabrera, Lillis, Florentino, etc.) limitó el potencial de éxito personal y nacional de Gómez y sus amigos de banilejos.
La misma participación de Gaspar Polanco, que antes había sido anexionista y después fue jefe restaurador le dificultaba las posibilidades de éxito a otros anexionistas con mejor formación académica y militar que los patriotas, generales improvisados de la Restauración, para escalar poder y gloria en esas huestes reivindicadoras. En ese marco de circunstancias salieron del país junto a su madre y sus hermanas hacia Santiago de Cuba, el mes de julio del año 1865, donde gracias a un préstamo personal de Valeriano Weyler, pudo dedicarse a labores agrícolas en la zona de Bayamo. Paralelamente se fueron Lucas Díaz, Francisco Heredia, Tejeda, Marcano y Valera entre otros banilejos ilustres, como oficiales de la reserva del ejército español.

## Llegada a Cuba

### Cambio de bandos
Al llegar a la isla, inicio nuevos descubrimientos, responsables a su vez de redefinen su carácter y contribuir con el "despertar de las Antillas". En Cuba, comenzó a entrar en contacto con las duras realidades de la esclavitud y el agresivo sistema de colonialismo implantado por el gobierno español. El impacto de la realidad cubana pronto desencadenó en él un proceso de autorreflexión que se centró en revaluar su accionar en suelo dominicano. Un viaje a La Habana le permitió presenciar de primera mano la explotación de los esclavos negros y el maltrato en general a la gente de color. Gómez nació en una sociedad donde la esclavitud recién estaba abolida por el gobierno haitiano; en adición, durante los días cuando dominicana aun formaba parte del imperio español, la esclavitud que había transcurrido de aquella parte de Caribe estaba más arraigada a una servidumbre sin tanta crueldad y con muchas libertades en vez de un sistema de explotación brutal y masivo, por lo que es probable que la única referencia que tuviese Gómez sobre tal acto antes de llegar a Cuba fuese ese. Precisamente en torno a ese proceso de asimilación giró el cambio en sus concepciones: “cuando poco a poco me fui informando sentía unas impresiones horrorosas y sentía que se levantaba en mi alma un sentimiento que me hacía odiar a los españoles”. Ese sentimiento de rebeldía pudo encausar y encontrar espacio favorable a su expresión, en determinadas capas y estratos de la sociedad cubana no vinculadas a los mecanismos del poder colonial.

## Guerra de los Diez Años (1868-1878)
El colmo para Gómez fue el trato recibido por el ejército español. Por esa misma razón, más las previamente mencionadas, el 16 de octubre de 1868, solo seis días después del Grito de la Demajagua, se sumó a la revolución bajo las órdenes de José Joaquín Palma, quien le otorgó el grado de sargento, donde Donato Mármol le encomienda su primera misión, nos relataba el historiador camagüeyano Yosvany Téllez Suárez durante una entrevista realizada en el centro en que radicaba. Gómez empezó pronto a destacarse militarmente, enseñándole a los mambises tácticas guerrilleras a la vez que el uso del machete, un procedimiento bélico bastante utilizado por los dominicanos contra los haitianos durante su guerra de independencia. El 4 de noviembre de 1868 dirigió la célebre “primera carga al machete”, en Pino de Baire, donde con un puñado de hombres armados sólo con esa herramienta de trabajo, pudo aniquilar en breves minutos a dos compañías españolas. El binomio machete-caballería se convirtió en la más temible arma de los insurrectos cubanos hasta el final de la guerra. Por sus conocimientos militares y su valentía fue ascendido rápidamente a mayor general por el presidente Carlos Manuel Céspedes.
Combatió en los primeros años, bajo las órdenes del general Donato Mármol, de quien fue su segundo, y después de la muerte de este en 1870, asumió el mando de la División de Cuba (Oriente). Encabezó la invasión a Las Villas para extender la guerra al centro y el occidente de la isla. 

### Invasión a Guantánamo
En 1871, Céspedes le designó al frente del ejército que invadió Guantánamo, pero en 1872 le destituyó por un malentendido. No obstante, al morir Ignacio Agramonte en 1873, le designó jefe del Ejército de Puerto Príncipe (Camagüey) donde tomó las ciudades de Nuevitas y Santa Cruz del Sur. Ganó las importantes batallas de La Sacra y Palo Seco.

### Batalla de Las Guásimas
En 1874, después de ser destituido Carlos Manuel de Céspedes como presidente de la República en Armas, por su conflicto por la Cámara de Representantes y con los grupos regionalistas de Puerto Príncipe y Las Villas, Gómez ganó los combates de Naranjo y Mojacasabe. Del 15 al 19 de marzo de 1874, en Camagüey, Cuba, se enfrentarían a la que es considerada como la batalla más grande de la guerra de los diez años, siendo la Batalla de las Guásimas. Se enfrentaron las fuerzas del Brigadier Armiñán que tenía 3000 hombres contra las fuerzas cubanas, comandadas por Gómez. Además de él, participaron los principales jefes militares cubanos, como Antonio Maceo, Julio Sanguily, Manuel Sanguily, Modesto Díaz y revisó las líneas cubanas el general Vicente García González.  
El 6 de enero de 1875, cruzó la Trocha de Júcaro a Morón y penetró en Las Villas con 300 hombres de caballería y 600 de infantería. Los caudillos locales le obligaron a dimitir del mando de Las Villas por no ser nativo de Cuba. 
En enero de 1877 la Cámara de Representantes de la República en Armas le designó secretario de Guerra, y en octubre general en jefe (cargo que no aceptó) y en diciembre de ese año renunció debido a la creciente desintegración de las fuerzas cubanas, afectadas por el caudillismo y el regionalismo. Poco después de firmado el Pacto del Zanjón en 1878 decidió salir de Cuba junto a su familia, convencido de que resultaba imposible continuar la guerra.

### La Tregua Fecunda (1878-1895)

#### Exilio en Jamaica
A pesar de los generosos ofrecimientos monetarios de Arsenio Martínez Campos, quien le trató con respeto y caballerosidad (incluso intentó dar a sus ofrecimientos un carácter legal para acallar el orgullo de Gómez), el "generalísimo" del Ejército Mambí se retiró de Cuba a Jamaica, adonde se fueron con él su esposa Bernarda Toro (Manana) y sus hijos. En esa época perdió a uno de sus pequeños. Fue ayudado financieramente por algunos amigos y comenzó a trabajar la tierra (una pequeña vega de tabaco).

#### En Honduras
Desde el 5 de febrero de 1879 residió en Honduras. En el gobierno del presidente Marco Aurelio Soto fue nombrado director de Aduanas y se le reconoció como general de división en el Estado Mayor General del Ejército de Honduras y comandante de plaza en Amapala. Allí todavía se conserva la casa donde vivió y una placa conmemorativa recordando su presencia. En aquella época ese puerto fue una importante unidad económica por donde se realizaba la exportación de productos del mar y del café.
El agradecimiento de Máximo Gómez hacia Honduras puede verse en una carta dirigida a su amigo José Dolores Pérez en donde sostuvo: 

diles que el día que Honduras se viera amenazada por una nación extranjera entonces sí, al frente de una falange de cubanos y dominicanos, volaría a ponerme al lado de los defensores de la bandera nacional que me cobijó en ese país y me dio pan y asilo.

En 1884 inició una nueva conspiración independentista que debió abandonar en 1886 por falta de apoyo suficiente. 

#### En Costa Rica
Posteriormente, Gómez se trasladó a Costa Rica, donde restableció el contacto con Antonio Maceo y luego entraría en contacto con José Martí, cuya labor organizadora para la "Guerra Necesaria" terminó por conquistarlo. 
Gómez aceptó la dirigencia política de Martí, cuya visión política y personalidad de líder posibilitaron el financiamiento y organización de las principales expediciones. Además, prácticamente todos los oficiales de la Guerra Grande, incluidos Martí y Maceo, aceptaban y deseaban a Gómez en la máxima dirección militar de la Revolución.

#### El Manifiesto de Montecristi
En 1888 se estableció de nuevo en República Dominicana adonde acudió Martí en marzo de 1895 para firmar con Gómez el histórico Manifiesto de Montecristi, en el que los líderes dejaban expresa su ideología de independencia y de que la guerra no era contra los españoles, sino contra las autoridades coloniales de España en Cuba, para ingresar a Cuba en el concierto de las naciones libres e independientes. También se dejaba explícito el carácter popular y democrático de la lucha y de la República a ser fundada, una "República con todos y para el bien de todos", rechazando cualquier desviación o interpretación de la causa como guerra racial, pillaje o aventurerismo.

### La Guerra Necesaria (1895-1898)
En abril de 1895 (el 24 de febrero se había producido el alzamiento en Baire) llegaron Gómez y Martí a Cuba, desembarcando en Playitas de Cajobabo, costa sur de Guantánamo. En otra expedición arribaron a Cuba los hermanos Maceo por Duaba, cerca de Baracoa. Pocas semanas después, tras ser constituida la jerarquía militar del Ejército Libertador, con Gómez como General en Jefe y Antonio Maceo como Lugarteniente General, cayó Martí en Dos Ríos, con gran pesar de Gómez. A finales de ese mismo año comenzó la Invasión a Occidente, una ingente gesta militar libertadora librada por Gómez y Maceo desde Mangos de Baraguá hasta Mantua, donde llegó Maceo hacia octubre de 1896. La Invasión a Occidente fue llevada por una larga columna, cuyos mandos, de extrema flexibilidad y excelente coordinación, la fragmentaban para la guerra de guerrillas o para el combate campal, según las necesidades del momento.[cita requerida] La columna marchaba mandada por Maceo como su Lugarteniente y por Quintín Bandera como General de División de la infantería mambisa.
Mientras Maceo avanzaba con Bandera más al oeste que Gómez, este llevó a cabo en Camagüey un movimiento constante alrededor de la capital provincial, llamada la "Campaña Circular", que sumó numerosos adeptos de la juventud camagüeyana.[cita requerida] Igualmente llevó a cabo una campaña en Las Villas, que esta vez sí fue coronada por el éxito. Anteriormente había sido herido en el cuello durante el primer cruce de la Trocha Militar de Júcaro a Morón (actual provincia de Ciego de Ávila), un sistema de cercas, puestos militares y fortines que los españoles habían declarado inexpugnable. Después de eso casi siempre usaba un pañuelo en el cuello, con el que lo pintaría el periodista estadounidense Grover Flint en varios de sus históricos bocetos.
En lo que es la frontera actual de Las Villas con Matanzas, Gómez llevó a cabo el célebre "Lazo de la Invasión", en el que retrocedió unos kilómetros ante fuertes columnas españolas, ante cuya vista destruyó las líneas férreas hacia el Oriente, para luego hacer un avance envolvente hacia Occidente, volviendo a cortar todas las comunicaciones, esta vez por el Oeste. Dejaba así a un gran contingente de tropas que fueron hábilmente hostigadas por guerrillas que, si bien eran muy inferiores en número, estaban en pleno conocimiento del terreno y causaron unas 3100 bajas en los "quintos" que eran traídos por decenas de miles a pelear en Cuba, mientras que las condiciones de la guerra en la manigua –enfermedades tropicales y accidentes– causaron otras 41 000, sin incluir los miles de fallecidos en España de los casi 17 000 retornados enfermos.
En La Habana, además de recibir su segunda y última herida de bala, llevó a cabo una estrategia simple pero eficaz para eludir el combate abierto. Se movía en cuadriláteros de dos o tres kilómetros de lado, dejando atónitos a los expertos generales españoles, veteranos de guerras en Europa y África.[cita requerida] Refugiándose por pocas horas en los cayos de monte habaneros, atacaba luego a las fuertes columnas hispánicas por la retaguardia, en cargas breves pero feroces. Con esos movimientos volvió a retirarse al Este, para reunirse con los patriotas en la histórica Asamblea de la Yaya, que se produciría a comienzos de 1897.
"El Viejo", o "Chino Viejo", como era conocido Gómez por sus íntimos,[cita requerida] se llenó de pesar al conocer de la caída en combate de Antonio Maceo y junto a él de su bravo y querido hijo, Francisco "Panchito" Gómez Toro. Su pena la dejó plasmada en carta a María Cabrales, la leal esposa de Maceo. En dicha carta escribió: 

Usted que puede, sin sonrojarse ni sonrojar a nadie, entregarse a los inefables desbordes del dolor, llore, llore, María, por ambos, por Usted y por mi...

Antes ya había caído José Maceo, el "León de Oriente".[cita requerida]
Inmediatamente designó como Lugarteniente al experto mayor general Calixto García, quien sería el encargado de llevar las acciones de guerra en todo el departamento Oriental. 

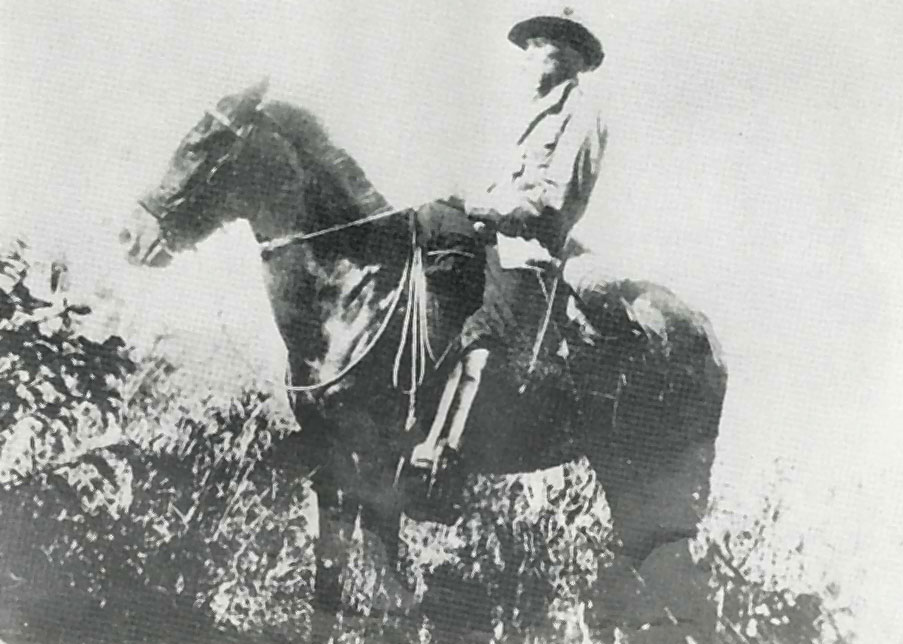
El general Gómez montado a caballo en La Majagua (1897)

Gómez se mantuvo durante todo 1897 operando entre Las Villas y Las Tunas, mientras en Occidente actuaban los generales Lacret y Mayía Rodríguez. El verano de 1897 fue fatídico para las armas españolas no solo por el exterminio a manos de las guerrillas mambisas que las hostigaban hasta de madrugada, sino por el paludismo, la disentería y otras enfermedades tropicales. 
Máximo Gómez se hizo célebre por la disciplina implacable que imprimió a sus tropas. Tanto sus soldados, como los prefectos mambises corruptos, conocieron penas de muerte por fusilamiento y/o la degradación. Para las indisciplinas menores, no relacionadas con cobardía, el cepo mambí o el paso a la impedimenta eran los castigos usuales. La cobardía, si no tenía consecuencias graves, era castigada con la obligación de avanzar en solitario hacia filas enemigas y procurarse una o más armas, un uniforme y parque.[cita requerida] Los robos o agresiones a campesinos eran castigados con el fusilamiento. 
Gómez entró en fuertes contradicciones con el Gobierno de Cuba en Armas presidido por Salvador Cisneros Betancourt por la concesión de grados militares a jóvenes de buena posición social que recién se unían a las filas mambisas. Fueron muchos los diplomas de nombramientos que rompió con sus manos, para después nombrarlos como soldados rasos y ubicarlos en sus filas. Con Gómez los grados tenían que ser ganados en combate.
Ante los esfuerzos de muchos emigrados por lograr el reconocimiento de la beligerancia cubana por los Estados Unidos, Gómez expresó: "El reconocimiento de los americanos es como la lluvia: si viene está bien, y si no, también".[cita requerida]
Al producirse la intervención norteamericana en la guerra, Gómez se hallaba hacia el centro del país, en su tarea de diezmar las decadentes tropas españolas y a punto de avanzar por segunda vez a La Habana para invadirla definitivamente. Reaccionó airado ante la prohibición de entrar en Santiago de Cuba a las tropas cubanas, emitida por el general estadounidense Shafter, pero no tomó acción alguna, no sintiéndose con derechos de cubano, a pesar de su papel preponderante en la campaña.[cita requerida]
Ya en 1898 se trasladó a La Habana para la Quinta de los Molinos, donde fue recibido por una multitudinaria manifestación de simpatía. Al establecerse la Asamblea del Cerro como Gobierno Provisional, Gómez entró a formar parte de ella, pero se negó a dirigirla, alegando su carácter puramente militar y su condición de extranjero. Entró en contradicciones con varios de sus diputados, varios de los cuales militaban entre las filas de los reformistas y los autonomistas.[cita requerida]

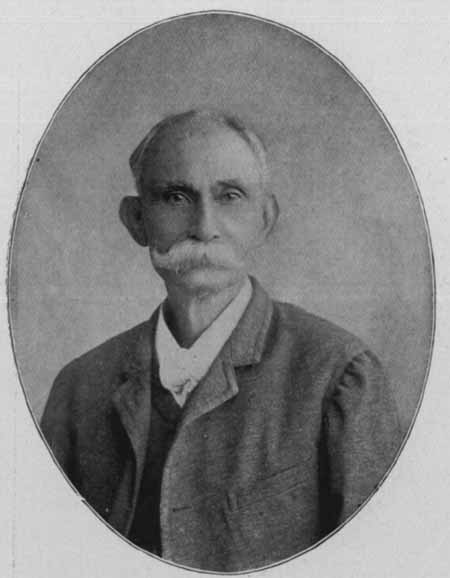
Máximo Gómez en sus últimos años

### Inicios de la República y fin de su vida
Por su condición de extranjero se negó a constituirse como candidato a la presidencia ante las inminentes elecciones de 1902, en las que se postulaba Tomás Estrada Palma, a quien apoyó, proponiendo de paso a Bartolomé Masó, patriota probado en campaña, como vicepresidente de Estrada. Pero Masó, por su parte, se retiró de las elecciones. A partir de ese momento, Gómez se retiró a una villa en las afueras de la capital, haciendo su paseo matinal por un largo terraplén que es hoy la céntrica Calzada del Diez de Octubre.[cita requerida]
La contradicción principal estaba dada por si aceptar el donativo ofrecido por el Gobierno estadounidense de tres millones, o si pedir un empréstito mayor que asegurara un descanso decoroso a los soldados del Ejército Libertador. Gómez era más partidario a tomar el donativo del Gobierno estadounidense, por temor al nacimiento de una República endeudada. Mientras que la Asamblea del Cerro era partidaria de un empréstito mayor, pues aunque la República naciera endeudada, ella sería reconocida como el organismo legal representante de los intereses del pueblo cubano, destinado a devolver el empréstito a los bancos estadounidenses.
A finales de 1898, Tomás Estrada Palma disuelve el Partido Revolucionario Cubano, y la Asamblea, preocupada por los acontecimientos, designó una comisión, encabezada por el General Calixto García, para que se trasladase a los Estados Unidos y, en trato con los dirigentes de este país, tratase de precisar el futuro de Cuba, siempre en el entendido de la instauración de una nación soberana. La comisión, muy festejada, no fue considerada, sin embargo, “oficial”. El gobierno estadounidense no la reconoció como representante del pueblo cubano. Todo lo que se pudo conseguir de Washington, fue una donación de tres millones de pesos para aliviar la pobreza de los soldados de la Revolución.
El 12 de marzo de 1899, la Asamblea del Cerro acordó la destitución de Máximo Gómez como General en Jefe del Ejército Libertador, y la eliminación definitiva de ese cargo. Las discrepancias habían llegado a su clímax y se resquebrajó la imprescindible unidad.
Gómez, mediante un manifiesto a la nación, expresó:

...Extranjero como soy, no he venido a servir a este pueblo, ayudándole a defender su causa de justicia, como un soldado mercenario; y por eso desde que el poder opresor abandonó esta tierra y dejó libre al cubano, volví la espada a la vaina, creyendo desde entonces terminada la misión que voluntariamente me impuse. Nada se me debe y me retiro contento y satisfecho de haber hecho cuanto he podido en beneficio de mis hermanos. Prometo a los cubanos que, donde quiera que plante mi tienda, siempre podrían contar con un amigo.

Al conocerse la noticia, las masas populares realizaron manifestaciones de condena a la Asamblea del Cerro y de solidaridad con Gómez. Bajo las consignas “Abajo los Asambleístas” y “Viva Máximo Gómez”, durante tres días el pueblo desfiló ante la habanera Quinta de los Molinos en espontánea acción de desagravio. En toda la isla se quemaron monigotes que representaban a los asambleístas; el 15 de marzo aparecieron fuertes críticas y burlas hacia los asambleístas en la prensa, a quienes el pueblo acusaba de ir hacia el abismo de la anexión. Días después de la destitución de Gómez, la Asamblea se disuelve bajo presiones populares, quedando el pueblo de Cuba sin representante ante las injerencias estadounidenses.[cita requerida]
El 2 de abril en carta abierta a su esposa, Bernarda Toro, Gómez expresa en relación con la situación del país:

Los que esperan, están desesperados. Como yo no espero nada, estoy muy tranquilo con mi inesperada situación, descargado de toda responsabilidad y gozando del cariño de este pueblo que ahora más que nunca, me lo ha demostrado, comprometiendo, por modo tan elevado y sentido, mi gratitud eterna.

...La actitud del Gobierno Americano con el heroico Pueblo Cubano, en estos momentos históricos, no revela a mi juicio más que un gran negocio... Nada más racional y justo, que el dueño de una casa, sea el mismo que la va a vivir con su familia, el que la amueble y adorne a su satisfacción y gusto; y no que se vea obligado a seguir, contra su voluntad y gusto, las imposiciones del vecino. La situación pues, que se le ha creado a este pueblo; de miseria material y de apenamiento, por estar cohibido en todos sus actos de soberanía, es cada día más aflictiva, y el día que termine tan extraña situación, es posible que no dejen los americanos aquí ni un adarme de simpatía.

Cuando Tomás Estrada Palma decidió intentar la reelección presidencial inmediata, Máximo Gómez decidió iniciar una campaña contra la reelección a lo largo de todo el país. Una lesión en la mano se le infectó al saludar a miles de cubanos que le recibían en cada pueblo y le provocó septicemia. Su estado de salud comenzó a deteriorarse de manera acelerada, lo que obligó a su traslado inmediato a La Habana, en cuyo trayecto fue operado en dos ocasiones. Sin embargo, no pudo recuperarse.
Falleció el 17 de junio de 1905, sin fortuna personal, en su villa habanera, a la edad de sesenta y nueve años.

## Legado histórico de Máximo Gómez

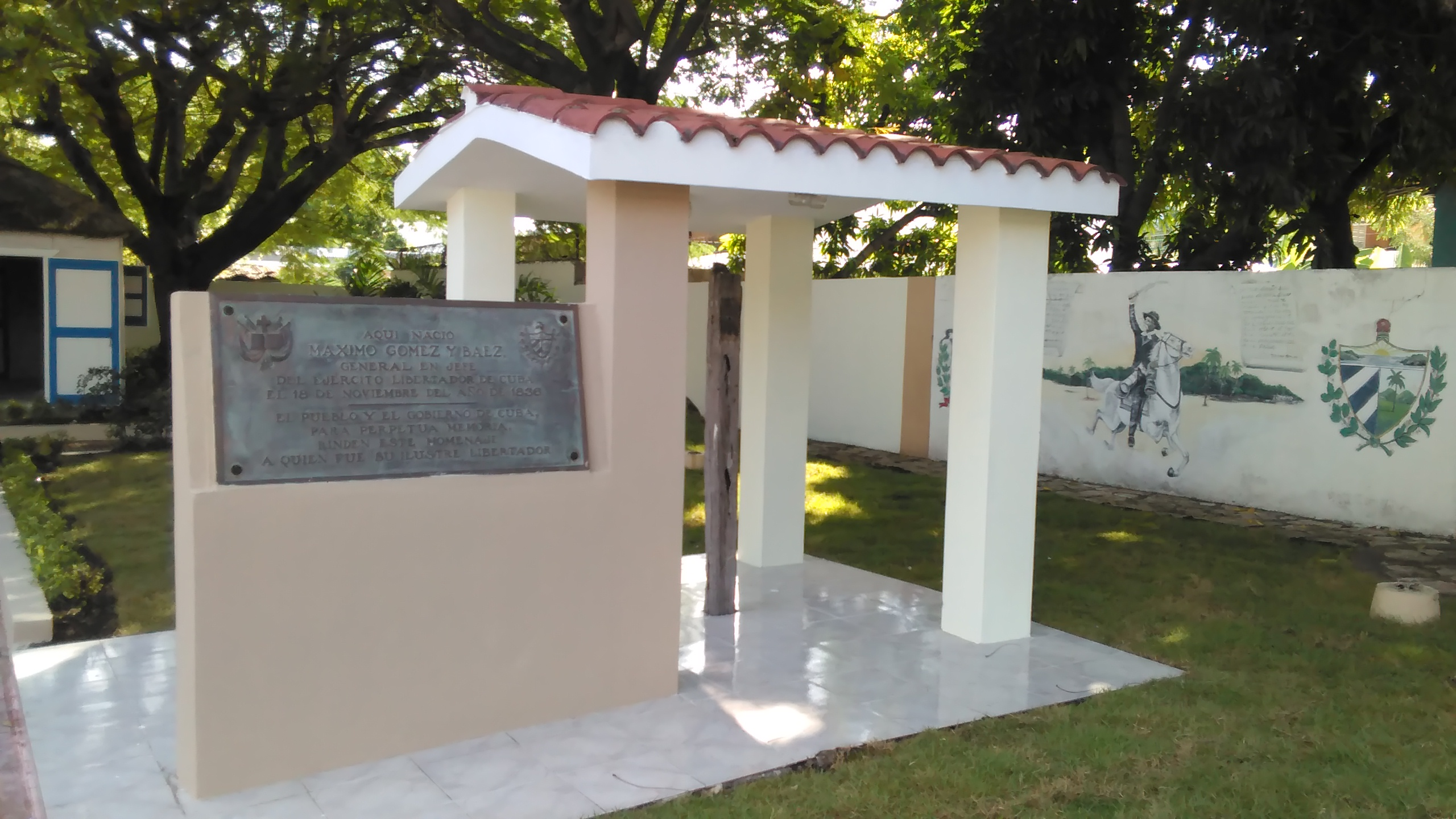
Monumento a Máximo Gómez en el parque del mismo nombre de Baní (República Dominicana)

Gómez dedicó la mayor parte de su vida a su "querida y sufrida Cuba". 
Su brillante estrategia militar y su estilo de mando, célebre por su severidad, le posibilitaron llevar a cabo campañas (la Invasión y posteriores campañas) sin precedentes históricos por la disparidad de sus fuerzas tanto en hombres (de 35 000 a 40 000 mambises contra más de un cuarto de millón de españoles)[cita requerida] como en técnica militar: los mambises no contaban con artillería, salvo a finales de la guerra, cuando Calixto García asedió a la ciudad de Holguín con algunos cañones tomados al enemigo,[cita requerida] sin contar con las dificultades enormes para hacer llegar expediciones con hombres y armas para la lucha. 
Por último, su conducta desinteresada de retirarse de los asuntos políticos, luego del triunfo cubano, también fue admirable en cierto modo, pues nunca pretendió protagonismo en la vida política civil de Cuba, a la que en realidad tenía derecho por sus extraordinarios méritos.
Aunque fueron muchos los grandes patriotas cubanos, cuando se cita la trilogía de hombres fundamentales de la Guerra de Independencia, Máximo Gómez está junto a José Martí y Antonio Maceo. En 1979 el gobierno cubano creó la Orden Máximo Gómez. En palabras de José Martí, Máximo Gómez supo «ser grande en la guerra y digno en la paz».